# 앤디 큐버트
앤드루 "앤디" 큐버트(영어: Andrew "Andy" Kubert, 1962년 2월 27일 ~ )는 미국의 만화가이다. 만화계의 거장 조 큐버트의 아들이며 형 애덤 큐버트 또한 만화가로 활동중이다. 아버지가 설립한 큐버트 학교에서 교육받았으며, 그 또한 다시 그 학교에서 교육자로써 활동한다.